# IC 4962
IC 4962 ist eine Spiralgalaxie vom Hubble-Typ S im Sternbild Pfau am Südsternhimmel. Sie ist schätzungsweise 148 Millionen Lichtjahre von der Milchstraße entfernt und hat einen Durchmesser von etwa 50.000 Lichtjahren.
Das Objekt wurde am 21. September 1900 von DeLisle Stewart entdeckt. Jedoch liegt hier ein Positionsfehler von mehr als 8 Bogenminuten vor, welches für Stewart ungewöhnlich wäre, und ihre geringere Oberflächenhelligkeit hätte es ihm erschwert, das Objekt zu beobachten. PGC 3920415 liegt weniger als 0,4 Bogenminuten südöstlich der angegebenen Position. Sie passt ziemlich gut auf die Beschreibung und es gibt nichts anderes in der Nähe, so dass die Identifizierung auch für diese Galaxie gelten kann, aber fast alle Referenzen identifizieren PGC 64402 als IC 4962.